# میچل ایکرز
 میچل ایکرز (انگلیسی: Michelle Akers؛ ۱ فوریهٔ ۱۹۶۶) یک بازیکن فوتبال اهل ایالات متحده آمریکا است.